# Square de la Rue-Henri-Huchard
Pour les articles homonymes, voir Huchard.
Le square de la Rue-Henri-Huchard est un square du 18e arrondissement de Paris, dans le quartier des Grandes-Carrières.

## Situation et accès
Le site est accessible par l'avenue de la Porte-de-Saint-Ouen et par la rue Louis-Pasteur-Valléry-Radot.
Il est desservi par la ligne 13 à la station Porte de Saint-Ouen ainsi que par la ligne 3b du tramway d'Île-de-France.

## Origine du nom
Ce square a reçu le nom du médecin français Henri Huchard (1844-1910), appellation due au voisinage de l’hôpital Bichat où ce praticien fut en poste et de la rue éponyme.